# Ermita de Sant Onofre
L'ermita de Sant Onofre és un petit oratori situat al barri badaloní de Canyet construït l'any 1498 pels monjos de Sant Jeroni de la Murtra al serrat de les Ermites, al capdamunt del turó de Sant Onofre (269 m.), entre el torrent de la Font Santa i el Coll de les Ermites. Juntament amb el turó de Sant Climent forma el Serrat de les Ermites. S'hi pot arribar pel camí que surt del Coll de Vallençana o el que passa pel Coll de Puig Castellar, des de Santa Coloma de Gramenet.
Es va construir perquè els monjos del monestir de Sant Jeroni havien de menester d'un espai per tal de retirar-se, contemplar, orar i fer penitència en solitud. De fet l'orde dels monjos jerònims combinava la vida cenobítica amb la vida eremítica. Era costum que el dia 3 de maig, festa de la Santa Creu, la comunitat dels monjos hi pugés en processó i des d'allà beneïen el terme de Badalona.
Té certs caràcters del gòtic tardà, el qual el podem veure representat en la finestra de mig punt ornamentada, les voltes i les fines nervadures interiors. La planta és rectangular, amb absis recte i coberta de dues aigües. El portal és adovellat, de punt rodó fet amb dovelles de granit, el qual s'accedeic per uns graons semicirculars.